# 孟楠
孟楠（1982年6月12日—），汉族，中國歌手，2008年参加江苏卫视《绝对唱响》获得全国第11名而出道；2013年参加浙江卫视《中国好声音》第二季，获得汪峰组亚军。

## 主要经历
- 1982年，出生于黑龙江省牡丹江市一个工人家庭；
- 2000年，移居上海，後長期駐唱於上海288酒吧；
- 2005年，签约张亚东建立的北京東樂影音公司；
- 2007年，其作品《癢》、《軟綿綿》為上海環球天韻公司購買，收錄在黃齡專輯《癢》中；
- 2008年，参加江苏卫视《绝对唱响》比赛，最终获得第11名；[1][2]，[3]，同年12月发行首张专辑《我只有我》[4]；
- 2009年，获得第十六届《东方风云榜》最佳新人奖金奖[5][6]；
- 2011年12月，簽約環球唱片公司；2012年2月發行EP《暮光》；同年12月，與環球解約；
- 2013年7月，参賽浙江卫视《中国好声音》第二季，获得汪峰组亚军[7]
- 2013年12月4日，應台灣著名音樂人李建复、導演馬宜中邀請，參加驚喜合唱北京國貿快閃活動。與台灣歌手陳乃榮合作領唱《月亮代表我的心》、《弯弯的月亮》、《甜蜜蜜》、《让我们荡起双桨》、《茉莉花》、《站在高岗上》、《高山青》等7首歌曲；
- 2014年3月23日，參加浙江卫视我愛好声音第八期林志炫專場，演唱曲目《浮誇》，以其獨特的哥特金屬風格，獲得該期節目第一名；
- 2014年4月12日，參加浙江卫视我愛好声音第十二期，演唱曲目《癢》。最終在好聲音選手組中不敵張赫宣。
- 2014年9月27日，參加《完美星開幕》，演唱曲目《庇护所》獲得了年度總冠軍

(過程曲目依序為《软肋》《将爱》《我来自梦》《存在》《软肋（黃齡合唱版）》《庇护所》)

## 參賽中國好聲音過程
1、盲選：2013年8月2日第四期第12位出場，演唱曲目《領悟》，獲得除張惠妹外，其餘汪峰、那英、庾澄慶三位導師之認可，最終加入汪峰組；
2、導師考核：8月23日第七期，與桂雨濛PK合唱《让每个人都心碎》；最終，張惠妹、那英投票給桂雨濛，汪峰、庾澄慶投票給孟楠，孟楠晉級桂雨濛淘汰；
3、終極考核：9月13日第十期，與田丹、戴荃同組，演唱曲目《天空》；最終，張惠妹投票給戴荃，那英、庾澄慶投票給田丹，唯汪峰投票給孟楠，孟楠得以晉級；
4、小組決賽：10月1日第十四期，演唱第一首曲目《愛》，獲得四位導師的一致肯定，從而第一度擊敗畢夏，晉級下一輪；但汪峰同時認為此輪張恆遠演唱之《咿呦》勝過孟楠，因此孟楠將處於非安全區域；孟楠演唱第二首曲目《Saving All My Love For You》，獲得四位導師之一致肯定，從而再度擊敗畢夏；第三首曲目《白月光》，對於張信哲之版本，孟楠進行了大幅改編，使之帶有鮮明哥特金屬搖滾風格，最終，僅庾澄慶一人投票給孟楠，其餘三位導師皆投票給張恆遠《青春》，孟楠終以汪峰組亞軍身份而遭淘汰，張恆遠晉級總決賽。

## 音乐作品

### 專輯/EP
| 專輯   | 專輯資料                                                                        | 曲目 |
| ------ | ------------------------------------------------------------------------------- | --- |
| 第一張 | 《我只有我》 - 發行公司：北京東樂影音 - 發行日期：2008年12月29日 - 曲目數量：10 | 曲目 1. In Control【MV】 2. 只要喜悅 3. 別讓愛情走了樣 4. 遲到 5. 人人 6. 美麗的風景 7. 握住我的手 8. 愛情不過那麼回事 9. 我只有我 10. 保鮮期 |
| 第二張 | 《我來自夢》 - 發行公司：夢響強音 - 發行日期：2014年11月20日 - 曲目數量：10     | 曲目 1. 我來自夢 2. 軟肋 3. 庇護所 4. 經 5. 靈媒 6. 愛戰 7. 要 8. 唉 9. 癢 10. 我的Diamond Love                                               |

### 为他人创作的歌曲
孟楠为其他歌手创作的歌曲
| 歌手   | 歌曲名稱         | 备注       |
| ------ | ---------------- | ---------- |
| 林忆莲 | 面对面           | 作曲       |
| 关楚耀 | 半夜情           | 作曲       |
| 张靓颖 | 保鲜期           | 作词、作曲 |
| 叶蓓   | 我的diamond love | 作曲       |
| 陆毅   | 走样             | 作词、作曲 |
| 黄龄   | 痒               | 作词、作曲 |
| 黄龄   | 软绵绵           | 作词、作曲 |
| 唐尧麟 | High             | 作词       |
| 徐颢菲 | 蝴蝶的触角       | 作曲       |
| 徐颢菲 | 浪漫风暴         | 作曲       |
| 徐颢菲 | call my name     | 作曲       |